# オーサカ・オールナイト
オーサカ・オールナイトは、1966年12月5日から1969年5月3日までラジオ大阪で放送した深夜ラジオ番組。放送時間は月曜日 - 土曜日 26:30 - 29:30（火曜日 - 日曜日 2:30 - 5:30）。

## 概要
ラジオ大阪 及び近畿広域圏の在阪局で初の終夜放送として開始した。番組ディレクターの中西欣一は開始にあたり、出演者に対して「喜怒哀楽を出すこと。大口を開けて笑っていい。怒る時もきっちり怒れ。標準語やなく、自分が日頃 使っている言葉でええ」と指示した。放送当時、想定したリスナーは高校生だったという。
1966年12月5日から1968年11月2日までは『オーサカ・オールナイト 夜明けまでご一緒に』。1968年11月4日から1969年5月3日までは『オーサカ・オールナイト 叫べ! ヤングら』のタイトルで放送。

## 出演者
オーサカ・オールナイト 夜明けまでご一緒に
- 月曜日：尾崎千秋 → 北村光生
- 火曜日：笑福亭仁鶴[5]
- 水曜日：浜村淳 → 畠山繁
- 木曜日：本田雅嗣 → 佐藤実
- 金曜日：加藤ひろし → 西条ロック、横山プリン
- 土曜日：高橋キヨシ → 新野新[6]

オーサカ・オールナイト 叫べ! ヤングら
- 月曜日：古谷充
- 火曜日：笑福亭仁鶴
- 水曜日：浜村淳
- 木曜日：華房良輔
- 金曜日：上岡龍太郎[7]
- 土曜日：桂小米